# 温泉幼精ハコネちゃん
『温泉幼精ハコネちゃん』（おんせんようせいハコネちゃん）は、由伊大輔による日本の漫画（ウェブコミック）作品。『COMIC メテオ』（ジー・モード→アプリックス）にて2012年12月12日から2014年4月9日まで配信された。単行本は全2巻。
2015年7月にテレビアニメ化が発表され、5分枠の短編アニメとして同年10月より12月まで放送された。これに伴い『COMIC メテオ』にて2015年7月1日から9月30日まで無料再配信が行われ、10月7日から12月22日までは単行本第2巻収録話以降となる新シリーズが配信された。

## ストーリー
箱根温泉の温泉饅頭屋の息子・冬哉はある日、店の裏山にある源泉に温泉饅頭を落としてしまう。直後、源泉の中から幼女が現れた。彼女は名をハコネちゃんと言い、「源泉の主」を自称する。元の大人の姿に戻りたいハコネちゃんと冬哉、そして彼の幼馴染の榛名・亜季姉妹らが繰り広げるコメディ作品。
なお、作品内での箱根の地名は原作では現実の地名を捩ったものを使用している（例：箱根湯本→箱根湯元、宮ノ下→宮ノ上）が、アニメでは実在の地名が使われる。

## キャラクター
ハコネちゃん
声 - 小野早稀
「箱根温泉の源泉の主」を自称する幼女で「箱根七精」のひとり。本来は大人びた姿だが、長い眠りに就いていたため幼女の姿になってしまったのだという。実年齢は1000歳を超えており、語尾に「なのじゃ」と付けることが多い。
口からは源泉が出せるが、間欠泉のように勢いよくしたり、大浴場のかけ流し湯のようにまったり出すなど調節が可能。
箱根七精の証である箱根名物の寄木細工の秘密箱からは温泉の効能「縁結び」を濃縮した湯気を出すことができるが、これも長い眠りのせいで効能が一時的なものになってしまっている。
冬哉の家で作られてる温泉饅頭が大好物。なんとか元の姿に戻ろうと冬哉たちと行動を共にするが、町内会長（声 - 森沢芙美）の一声で箱根の観光大使としてPR活動に起用されることになる。
冬哉（トーヤ）
声 - 村田太志
苗字は「臼井」。箱根湯本（原作では箱根湯元）にある温泉饅頭屋の息子でメガネをかけた男子。彼が源泉に饅頭を落としてしまったため、ハコネちゃんを召喚してしまうことに。
榛名（ハルナ）
声 - M・A・O
冬哉の幼馴染で、宮ノ上（アニメでは宮ノ下）の老舗旅館「春秋荘」の娘。冬哉からは「榛名姉」と呼ばれ、密かに想いを寄せられているが、彼のことは「弟のような存在」と感じているためその想いに気付いていない。
ハコネちゃんのことを大女将である祖母に相談したところ、「ぜひウチに泊まって欲しい」と彼女を家に招いている。
亜季（アキ）
声 - 朝井彩加
榛名の妹。スタイル抜群の姉に対して貧乳なのが悩み。冬哉が姉に気があることを見抜いており、そのせいか彼には冷たい態度を取る。
とある秘密をハコネちゃんに知られてしまった為、彼女には頭が上がらない。
ミヤ
声 - 桑原由気
春秋荘の隣に建設されたホテル「みや」のオーナーを装う少女。その正体はハコネちゃんとはライバル関係にある宮ノ上温泉（アニメでは宮ノ下温泉）の精霊で「箱根七精」のひとり。善三（ぜんぞう）という執事（声 - 佐藤晴男）を連れており、常にゴスロリ風の服を身に着ける。箱根七精の証である茶筒の秘密箱を持っており、相手を服従させる能力がある。
ひょんなことから冬哉を異性として意識するようになる。
ゴウラ
声 - 悠木碧
ハコネちゃんやミヤより格下の強羅温泉の精霊で、彼女たちが持つ秘密箱を狙っている。おっとりとした容姿に対し、執念深い性格。
アシノ子（アニメでは「アシノコ」）
声 - 竹達彩奈
ゴウラとともに秘密箱を狙う芦之湖温泉の精霊。姿も性格もボーイッシュ。
ハコネコ
声 - 岩田光央
箱根小涌園ユネッサンのマスコットキャラ（正式名称は「ハコネコ ボザッピィ」）。アニメ版に登場し、OPにカメオ出演するほか第3話以降に出演している。なお、中の人は実際には鬼の様に物凄い容姿らしい（その着ぐるみを脱ぐ場面に出会したハコネ・ゴウラ・アシノコが恐怖した）。
お珠（おたま、アニメでは「お玉」）
声 - 古木のぞみ
お珠ヶ池（アニメでは実在地名通り、お玉ヶ池）の地縛霊で、ハコネちゃんとは昔からの知り合い。人間だった頃に江戸から伊豆の実家に戻る際、箱根の関所破りに失敗し処刑されているが、その直前にハコネちゃんと入った温泉が忘れられず成仏できていなかった。
サワ
第2シリーズより登場する、塔乃沢温泉の精霊で「箱根七精」のひとり。ハコネちゃんの後輩で、彼女を姉の様に慕っているボクっ娘。

## 書籍情報
- 由伊大輔 『温泉幼精ハコネちゃん』 発行：フレックスコミックス 発売：ほるぷ出版 〈メテオCOMICS〉、全2巻
  1. 2013年11月12日発売、ISBN 978-4-593-85760-9
  2. 2014年4月12日発売 、ISBN 978-4-593-85774-6

## テレビアニメ
5分枠の短編アニメとして、2015年10月より12月までアニマックス、テレ玉ほかにて放送された。

### スタッフ
- 監督・キャラクターデザイン・絵コンテ - 柳瀬雄之
- 総作画監督 - 柳瀬雄之、桜井正明
- 脚本 - 友永コリエ、村上桃子
- 美術監督 - 永吉幸樹
- 美術設定 - 佐藤正浩、藤瀬智康
- 色彩設計 - 小鹿絵里
- 撮影監督 - 藤坂めぐみ
- オフライン編集 - 齋藤朱里、本田優規
- 音楽 - 石川智久
- 音響監督 - 小泉紀介
- プロデューサー - 鈴木公尚、村田淳司、工藤智美、成毛克憲、曽我秀忠、出口雅史、福田順、鈴木脩一、大和田豊
- アニメーションプロデューサー - 松橋厚至
- アニメーション制作 - 旭プロダクション / プロダクション リード
- 製作協力 - 箱根小涌園ユネッサン、箱根町役場 / 箱根町観光協会（第3話以降）
- 製作著作 - ©2015 由伊大輔/COMICメテオ/ハコネちゃん製作委員会

### 主題歌
オープニングテーマ「ハコネハコイリムスメ」
作詞 - 中村彼方 / 作曲 - 俊龍 / 歌 - petit milady

### 各話リスト
| 話数 | サブタイトル                 | 演出     | 作画監督 |
| ---- | ---------------------------- | -------- | -------- |
| 1話  | ハコネちゃん降臨？           | 柳瀬雅之 | 柳瀬雅之 |
| 2話  | ハコネちゃんと秘密箱         | 大藪恭平 | 津熊健徳 |
| 3話  | ハコネちゃんとハコネコ       | 大藪恭平 | 飯飼一幸 |
| 4話  | ハコネちゃんと観光大使       | 大藪恭平 | 松本弘   |
| 5話  | ハコネちゃんとハコネ様       | 大藪恭平 | 関口雅浩 |
| 6話  | ハコネちゃんとミヤちゃん     | 大藪恭平 | 飯飼一幸 |
| 7話  | ハコネちゃんと温泉プール     | 大藪恭平 | 関口雅浩 |
| 8話  | ハコネちゃんと地獄谷         | 柳瀬雅之 | 柳瀬雅之 |
| 9話  | ハコネちゃんとお玉ヶ池       | 大塚隆寛 | 森下昇吾 |
| 10話 | ハコネちゃんと強羅公園       | 柳瀬雅之 | 柳瀬雅之 |
| 11話 | ハコネちゃんと鉄甲船         | 柳瀬雅之 | 柳瀬雅之 |
| 12話 | ハコネちゃんと新たな温泉精霊 | 柳瀬雅之 | 柳瀬雅之 |
| 13話 | ハコネちゃんとまた新しい日常 | 柳瀬雅之 | 柳瀬雅之 |

### 放送局
| 放送期間                     | 放送時間                     | 放送局       | 対象地域 | 備考                                   |
| ---------------------------- | ---------------------------- | ------------ | -------- | -------------------------------------- |
| 2015年10月4日 - 12月27日     | 日曜 20:55 - 21:00           | アニマックス | 日本全域 | 製作参加 / 字幕放送 / リピート放送あり |
| 2015年10月5日 - 12月28日     | 月曜 1:00 - 1:05（日曜深夜） | テレ玉       | 埼玉県   | 製作参加                               |
| 2015年10月6日 - 12月29日     | 火曜 2:00 - 2:05（月曜深夜） | tvk          | 神奈川県 |                                        |
| 2015年10月9日 - 2016年1月1日 | 金曜 1:35 - 1:40（木曜深夜） | KBS京都      | 京都府   |                                        |
|                              | 金曜 2:30 - 2:35（木曜深夜） | サンテレビ   | 兵庫県   |                                        |

| 放送期間                     | 放送時間                  | 放送局             | 備考                          |
| ---------------------------- | ------------------------- | ------------------ | ----------------------------- |
| 2015年10月9日 - 2016年1月1日 | 金曜 3:00（木曜深夜）更新 | GYAO!              | 第1話無料、第2話以降1週間無料 |
|                              |                           | ビデオマーケット   |                               |
|                              | 金曜 12:00 更新           | アニメ放題         |                               |
|                              |                           | dアニメストア      |                               |
|                              |                           | ニコニコチャンネル | 第1話無料、第2話以降1週間無料 |
|                              |                           | U-NEXT             |                               |

### BD / DVD
2016年3月25日に全13話を収録したBD (TCBD-504) とDVD (TCED-2888) がTCエンタテインメントより発売された。

### webラジオ
『音泉幼精ハコネちゃんラジオ♪』は、2015年10月5日から12月28日まで音泉にて配信されたwebラジオ番組。隔週月曜日配信。パーソナリティは小野早稀（ハコネちゃん 役）、M・A・O（榛名 役）。

## ゲームアプリ
『温泉幼精ハコネちゃんタイピング』が2016年6月15日にサイバーステップよりリリース。